# Liriomyza citreifemorata
Liriomyza citreifemorata är en tvåvingeart som först beskrevs av Watt 1923.  Liriomyza citreifemorata ingår i släktet Liriomyza och familjen minerarflugor. Inga underarter finns listade i Catalogue of Life.